# Aydie
Aydie – miejscowość i gmina we Francji, w regionie Nowa Akwitania, w departamencie Pireneje Atlantyckie.
Według danych na rok 1990 gminę zamieszkiwało 165 osób, a gęstość zaludnienia wynosiła 21 osób/km² (wśród 2290 gmin Akwitanii Aydie plasuje się na 1011. miejscu pod względem liczby ludności, natomiast pod względem powierzchni na miejscu 1213.).